# Vacker rebell
Vacker rebell (italienska: Sei nell'anima) är en italiensk biografisk musik- och dramafilm från 2024. Filmen är baserad på sångerskan och musikern Gianna Nanninis liv. Filmen är regisserad av Cinzia Th. Torrini och hade premiär på Netflix den 2 maj 2024.

## Handling
Filmen kretsar kring den italienska sångaren och låtskrivaren Gianna Nanninis liv.

## Rollista (i urval)
- Letizia Toni – Gianna Nannini
- Andrea Delogu – Mara Maionchi
- Selene Caramazza – Carla
- Maurizio Lombardi – Danilo
- Stefano Rossi Giordani – Marc
- Anna Rot – Krista
- Max Lisa – Claudio
- Alessandro Cucca